# In Silico
In Silico är det andra fullängdsalbumet av det australiensiska bandet Pendulum. Albumet släpptes i Australien och Europa den 12 maj 2008 av Warner Music UK, och i USA den 13 maj 2008 av Atlantic Records.
Albumet representerar en förändring i ljudet från bandets debutalbum Hold Your Colour, med mindre drum and bass och mer rock och elektroniska influenser. Albumet nådde nummer två på den brittiska Albums Chart den 18 maj 2008. Låtar från albumet är "Granite", "Propane Nightmares", "The Other Side" och "Showdown". Skivor av låten "The Tempest" kastades ut till publiken under liveshowen "Project Rev".
Uttrycket "in silico", från vilket albumets titel härstammar ifrån, används i betydelsen "utfört på dator eller via datorsimulering", men gruppmedlemmen Gareth McGrillen kommenterade även hur den spelar på Nirvanas välkända albumtitel In Utero (som betyder "född naturligt" eller "i livmodern") och därmed bär extra nyanser relaterade till att vara "född syntetiskt", vilket förklarar albumets omslagsmotiv av ett barn eller foster som visas inuti en rund form som sannolikt representerar ett syntetiskt ägg.

## Låtlista
Alla låtar är skrivna och komponerade av Rob Swire. 
| 1.           | Showdown           | 5:27  |
| 2.           | Different          | 5:51  |
| 3.           | Propane Nightmares | 5:13  |
| 4.           | Visions            | 5:36  |
| 5.           | Midnight Runner    | 6:55  |
| 6.           | The Other Side     | 5:15  |
| 7.           | Mutiny             | 5:09  |
| 8.           | 9,000 Miles        | 6:26  |
| 9.           | Granite            | 4:41  |
| 10.          | The Tempest        | 7:27  |
| Total längd: | Total längd:       | 57:55 |

| 11.          | Propane Nightmares (VIP remix)             | 5:22  |
| 12.          | Propane Nightmares (Celldweller remix)     | 5:34  |
| 13.          | Propane Nightmares musikvideo (edit)       |       |
| 14.          | Granite livevideo (från Electric Ballroom) |       |
| Total längd: | Total längd:                               | 68:48 |

## Topplaceringar
| Musiktopplista (2008)                | Placering |
| ------------------------------------ | --------- |
| Australian Albums Chart              | 9         |
| New Zealand Albums Chart             | 21        |
| UK Albums Chart                      | 2         |
| U.S. Billboard Top Electronic Albums | 16        |
| U.S. Billboard Top Heatseekers       | 50        |